# Piti
Francisco Medina Luna (Reus, España, 26 de mayo de 1981), deportivamente conocido como Piti, es un futbolista español.

## Trayectoria
Formado en las categorías inferiores del Olivo (Casablanca, Sant Boi de Llobregat, Barcelona) y luego inició su carrera profesional en las categorías inferiores del FC Barcelona  para luego irse al cedido al equipo oficial del  Reus Deportiu de la tercera división. La temporada 2004/05 el Real Zaragoza lo fichó para su filial, aunque llegó a debutar en el primer equipo en Primera División en la 33.ª jornada ante el RCD Español. En total, disputó tres encuentros en la máxima categoría con los aragoneses.
El verano de 2005 se marchó al CF Ciudad de Murcia, de Segunda División. Con los murcianos anotó ocho goles en 29 partidos de liga. 
La siguiente temporada volvió a cambiar de aires y se incorporó al Hércules CF. En el club alicantino se encontró con la suplencia, siendo cedido al Rayo Vallecano, de Segunda B, durante el mercado de invierno.
La siguiente campaña regresó al Hércules, aunque a mitad de temporada volvió a marcharse al Rayo. Con los madrileños gozó de continuidad y logró el ascenso a Segunda División.
En la temporada 2010/11 consiguió el ascenso a primera división, realizando una gran campaña. En el año 2011 la afición rayista le recompensó por sus años en el equipo creando una peña con su nombre.
Durante la temporada 2012/2013 Piti fraguó su mejor campaña como profesional. Tras llegar a los 18 goles es el máximo goleador rayista. Además es el máximo goleador de la historia del Rayo en una temporada de liga y superando al mítico Hugo Sánchez con 16 goles. Sus famosos 'pitazos', entre los que se encuentran goles de bellísima factura, ayudaron al Rayo a luchar por puestos europeos durante esa temporada.
El 16 de junio de 2013 anuncia mediante una carta que no seguirá vistiendo la elástica franjirroja tras más de seis años vinculado al club. El 20 de junio de 2013 firma con el Granada C.F. por las tres próximas temporadas con carta de libertad.
El 29 de enero de 2016 rescinde a su contrato con el Granada C.F. en la temporada 2015/2016 y ficha por el Rayo Vallecano, confirmando así su vuelta al conjunto franjirrojo en el mercado invernal.
Posteriormente, comenzó su experiencia en el extranjero, principalmente en Chipre (AEL Limassol FC) y en Grecia (Lamia FC, AE Larisa). 
La temporada 2019/20 jugó en el Jamshedpur FC de la Superliga de India.
El 15 de octubre de 2020, firma por el C. A. Pinto de Tercera División por una temporada.
El 20 de enero de 2021, regresa al Lamia F. C. de la Superliga de Grecia. En las filas del PAS Lamia, club en el que ya jugó en la temporada 2017/18 y en la segunda parte de la 2018/19.

## Club
| Club                   | País   | Año       |
| ---------------------- | ------ | --------- |
| U. E. Tàrrega          | España | 1999-2003 |
| C. F. Reus Deportiu    | España | 2003-2004 |
| Real Zaragoza "B"      | España | 2004-2005 |
| Real Zaragoza          | España | 2005      |
| C. F. Ciudad de Murcia | España | 2005-2006 |
| Hércules C. F.         | España | 2006-2007 |
| Rayo Vallecano         | España | 2007      |
| Hércules C. F.         | España | 2007-2008 |
| Rayo Vallecano         | España | 2008-2013 |
| Granada C. F.          | España | 2013-2015 |
| Rayo Vallecano         | España | 2016      |
| AEL Limassol F. C.     | Chipre | 2017      |
| Lamia F. C.            | Grecia | 2017-2018 |
| AE Larisa              | Grecia | 2018-2019 |
| Lamia F. C.            | Grecia | 2019      |
| Jamshedpur F. C.       | India  | 2019-2020 |
| C. A. Pinto            | España | 2020-2021 |
| Lamia F. C.            | Grecia | 2021      |